# Harjusaari (ö i Finland, Södra Karelen)
Harjusaari är en ö i Finland. Den ligger i sjön Hiijärvi och i kommunen Luumäki i den ekonomiska regionen  Villmanstrands ekonomiska region  och landskapet Södra Karelen, i den södra delen av landet, 160 km nordost om huvudstaden Helsingfors. Öns area är 8,7 hektar och dess största längd är 0,6 kilometer i sydöst-nordvästlig riktning.